# Setophaga fusca
La reinita gorjinaranja (Setophaga fusca), también denominada reinita de fuego,  reinita pechinaranja, reinita de Blackburn y cigüita del frío, es una especie de ave paseriforme de la familia Parulidae. Se reproduce en el este de América del Norte, desde el sur de Canadá a Carolina del Norte. Las reinitas de garganta naranja son migratorias y pasan el invierno en el sur de América Central y en Sudamérica.

## Descripción
Son de 11,5 cm de largo y pesan 8,5 g .  En el verano, el macho hace alarde de su lomo gris oscuro y dobles franjas blancas en las alas, con pecho amarillento y  coronilla chocolate oscuro.  Las partes inferiores de esta ave son blancas, y matizadas con amarillo y mechones negros. La cabeza es bastante colorida amarilla y negro, con una garganta de color anaranjado.
Otros plumajes son versiones descoloridas del macho del verano, y tienen una carencia en particular en el diseño de la cabeza, amarilla y gris pálido, en vez de negro.

## Comportamiento
Los hábitats de cría de estas aves son bosques de coníferas maduros o los bosques mixtos, especialmente aquellos que contienen piceas y tsugas del Canadá.  Esos aves ponen de 4 a 5 huevos en un nido en forma de taza en el que se coloca generalmente de 2 a 38 m de altura, en una rama horizontal. 
Estos pájaros son insectívoros, pero incluyen fresas en su dieta en la temporada de invierno. Usualmente están en búsqueda de insectos en las copas de los árboles. 
Los cantos son unas simples series de notas altas swi, que a menudo suben de tono. Su reclamo es un sip alto. 